# Neetze

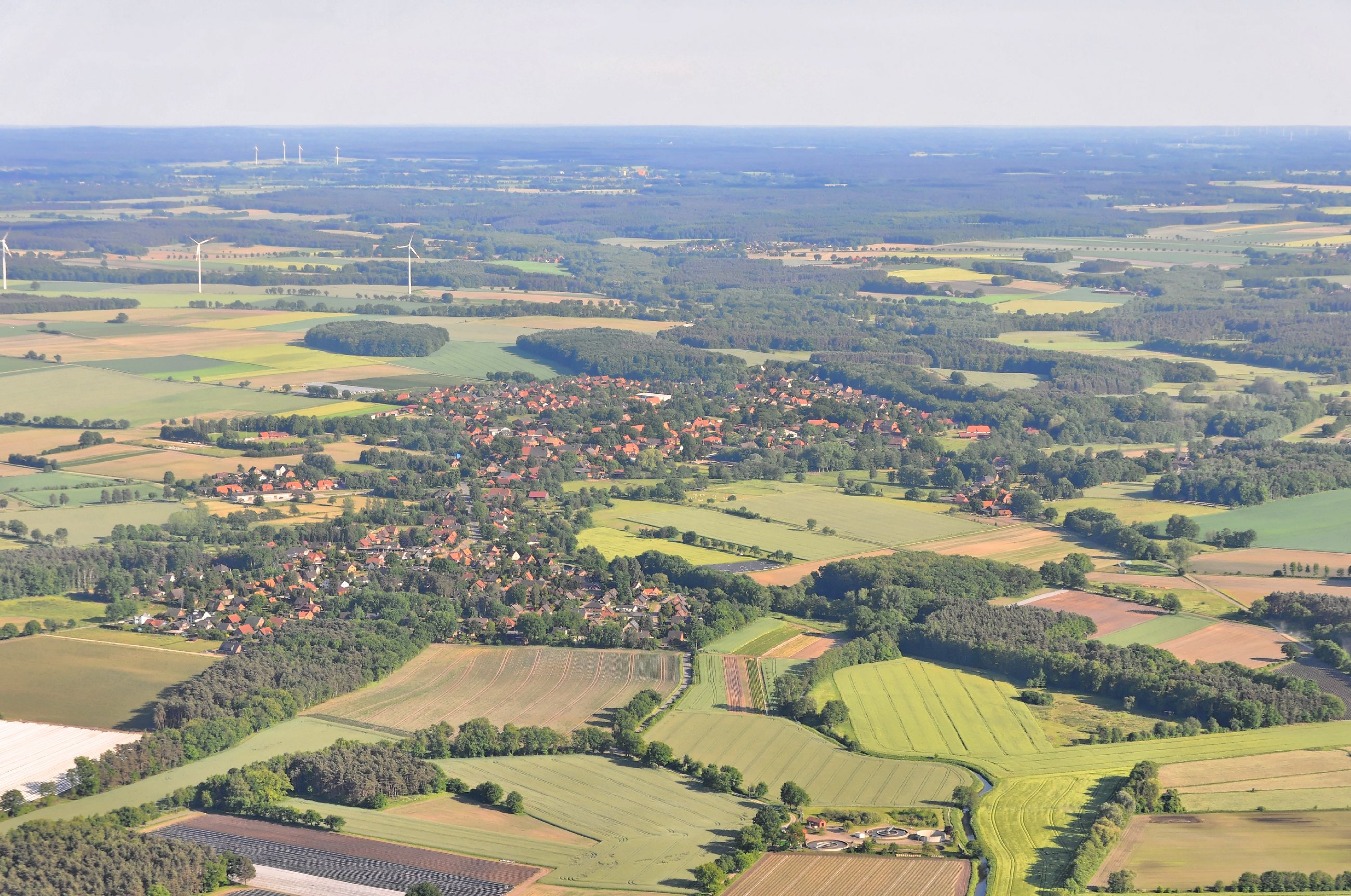
Luftbild (2013)

Neetze (niederdeutsch Näätz) ist eine Gemeinde in der Samtgemeinde Ostheide im Landkreis Lüneburg in Niedersachsen, gelegen am gleichnamigen Fluss.

## Geografie

### Geografische Lage
Neetze liegt am Westrand des Naturpark Wendland.Elbe an der Neetze (Fluss). Die Gemeinde gehört der Samtgemeinde Ostheide an, die ihren Verwaltungssitz in der Gemeinde Barendorf hat.

### Gemeindegliederung
Die Ortsteile der Gemeinde sind:
- Neetze
- Neu-Neetze
- Süttorf
- Neu-Süttorf
- Neumühlen

Zur Kirchengemeinde Neetze gehören neben den Ortsteilen Neetzes zudem die Ortschaften Boltersen und Neu Boltersen.

## Geschichte
Das Dorf Neetze wurde 1205 als Netisse erstmals urkundlich erwähnt, als Wilhelm von Lüneburg einen Hof an die Stiftsherren des Lübecker Doms verschenkt. Der Name ist von dem älteren Flussnamen übernommen. Der Wortstamm hat die Bedeutung „nass“, „fließen“, „Fluss“, „Gewässer“. Andere Namensformen waren 1238 Netze, 1282 Netesse und 1314 Netessen.
In der Umgebung von Neetze wurden im ausgehenden Mittelalter mehrere Dörfer wüst, so Wentorf, dass vermutlich bereits im 12. Jahrhundert ausgegangen ist, und Tewinkel, von dem noch 1318 drei Höfe in einer Urkunde des Klosters Lüne erschienen. Einen Kilometer nördlich von Neetze lag der Ort Niendorf (nicht zu verwechseln mit Niendorf bei Reinstorf). Niendorf hat noch im 14. Jahrhundert bestanden, die letzte Urkunde stammt aus dem Jahr 1383.
Am 28. Juli 1743 wurden durch eine Feuersbrunst im Ort zwölf Wohnhäuser und 19 Nebengebäude eingeäschert. Eine weitere Feuersbrunst entstand am 29. September 1850, der 20 Gebäude zum Opfer fielen, darunter neun Wohnhäuser. Es wurden 21 Familien obdachlos.

## Eingemeindungen
Am 1. März 1974 wurde die Gemeinde Süttorf eingegliedert.

## Politik
Die Gemeinde Neetze gehört zum Landtagswahlkreis 48 Elbe und zum Bundestagswahlkreis 38 Lüchow-Dannenberg – Lüneburg.

### Gemeinderat
Der Gemeinderat aus Neetze setzt sich aus 13 Ratsfrauen und Ratsherren zusammen. Die Ratsmitglieder werden durch eine Kommunalwahl für jeweils fünf Jahre gewählt.
Bei der Kommunalwahl 2021 ergab sich folgende Sitzverteilung:
- CDU 4 Sitze
- SPD 4 Sitze
- UWN 4 Sitze
- Grüne 1 Sitz

(Stand: Kommunalwahl am 11. September 2021)

### Bürgermeister
Der ehrenamtliche Bürgermeister Karsten Johansson wurde am 7. November 2016 vom Rat gewählt.

## Kultur und Sehenswürdigkeiten

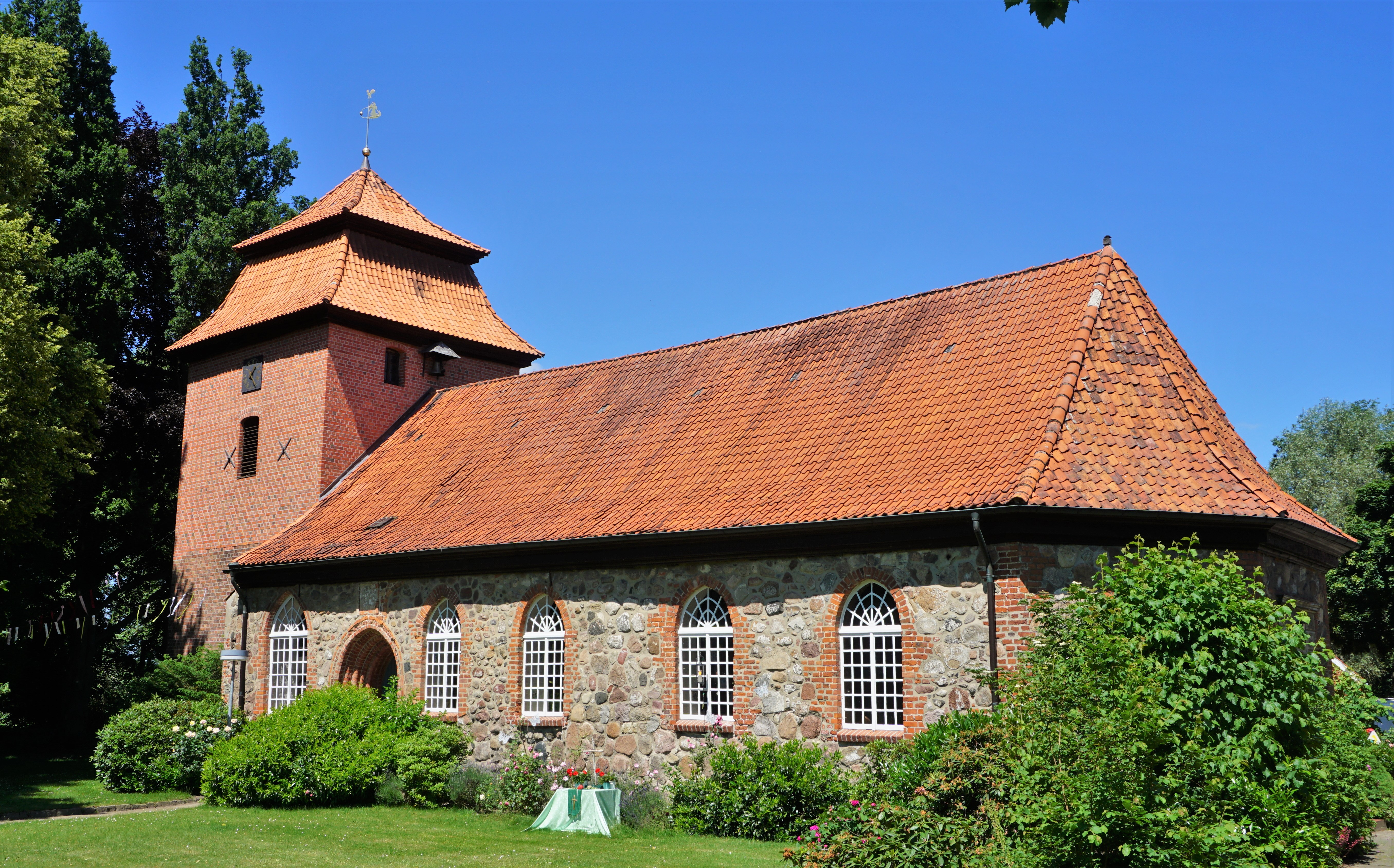
St.-Willibrord-Kirche

### Bauwerke
- Spätgotische St.-Willibrord-Kirche im Ortszentrum
- Aussichtsturm am Friedhof mit Blick auf Neetze und Umland
- Wassermühle mit Francisturbine (erstmalige Erwähnung 1314)[7]

### Musik
- Chor Cantabile
- Orchester Neetze mit Flötengruppen und Jugendorchester
- Schulchor „La Bamba“ (3./4. Schulklasse)
- Kinderkantorei der Kirchengemeinde
- Zauberland Musik

### Sport
TuS Neetze
Der TuS Neetze bietet die Sportarten Fitness, Handball, Tischtennis, Badminton, Zumba, Ju-Jutsu, Reiten und Fußball an.
Der Fußballverein spielt aktuell in der sechsklassigen Landesliga Lüneburg und trägt seine Heimspiele im Jahnstadion (1500 Plätze) aus, in dem bis Sommer 2023 für ein paar Jahre auch der ehemalige Regionalligist und ehemalige Oberligist Lüneburger SK Hansa spielte.
TC Neetze
Der TC Neetze ist der ortsansässige Tennisverein.

### Regelmäßige Veranstaltungen
- jährlicher Frühjahrsmarkt
- Neetzer Einradworkshop (KICK Ostheide)
- Neetzer Weihnachtsmarkt am Samstag vor dem 1. Advent
- Spargelfest des Spargelhofes Strampe an Muttertag
- Kinderferientage der Kirchengemeinde
- großes Osterfeuer am Grillplatz (Karsamstag)

### Kulinarisches
Neetzes Umland ist für verschiedene Kulinarische Leckereien bekannt: zum einen den Heidschnuckenbraten, zum anderen für den Stint, einen kleinen Fisch, der im Frühjahr Saison hat. Eine weitere kulinarische Rarität ist eine regional abweichende, dänisch beeinflusste Variante des Labskaus (Skipperlabskovs, umgangssprachlich auch Gammel danske kaus).

## Wirtschaft und Infrastruktur

### Verkehr
Die Bundesstraße 216 Lüneburg – Dannenberg (Elbe) liegt südlich der Gemeinde. Die umliegenden Städte Bleckede und Lüneburg sind mit dem ÖPNV werktags stündlich erreichbar. Die mittlerweile für den Personenverkehr stillgelegte Bahnstrecke Lüneburg–Bleckede, die nur noch von Museumsbahnen sowie für Werkstattfahrten ins Ausbesserungswerk der OHE in Bleckede benutzt werden, führt durch Neetze.

### Öffentliche Einrichtungen
Das KICK-Ostheide in Neetze leitet den offenen Jugendtreff, Mädchen- und Jungengruppen und bietet Beratungen für alle Fragen des familiären Zusammenlebens.

### Bildung
In Neetze gibt es eine Grundschule, die nach dem Konzept der offenen Eingangsstufe unterrichtet und in den Klassen 3 und 4 zweizügig ist. Zudem gibt es einen Kindergarten und mehrere Einrichtungen für die frühkindliche Betreuung. Die evangelische Jugendbildungsstätte (Jubi) war ein Ort für Fortbildungen, Seminare und Freizeiten. Sie ist seit 2012 geschlossen.
In der Grundschule befindet sich die öffentliche Bücherei der Samtgemeinde Ostheide.

## Persönlichkeiten

### Söhne und Töchter der Gemeinde
- Wilhelm Friedrich Volger (1794–1879), Schulrektor, Pädagoge und Geschichtsschreiber der Stadt Lüneburg

### Persönlichkeiten, die vor Ort gewirkt haben
- Manfred Roeder (1900–1971), Militärrichter in der NS-Zeit
- Werner Vick (1920–2000), Handball-Bundestrainer